# Hugo Enomiya-Lassalle
Hugo-Makibi Enomiya-Lassalle SJ, właściwie Makibi Enomiya (jap. マキビ・エノミヤ), (ur. 11 listopada 1898 w Nieheim, zm. 7 lipca 1990 w Münster) – niemiecki i japoński jezuita i misjonarz w Japonii, mistrz zen. Jeden z pionierów dialogu chrześcijańsko-buddyjskiego, kontrowersyjny propagator „chrześcijańskiego zen”.

## Życiorys
Pierwotnie nazywał się Hugo Lassalle. Pochodził z bogatej rodziny o hugenockich korzeniach. W 1919 wstąpił do zakonu jezuitów w Holandii, gdzie zaznajomił się z mistycyzmem katolickim. W 1929 wyjechał na misję do Japonii, gdzie pracował na Uniwersytecie Sophia w Tokio. W 1935 został przełożonym jezuitów w Japonii. Od 1943 zapoznawał się z buddyzmem zen, ucząc się go u japońskich mistrzów, (m.in. Daiun Sogaku Harada). 6 sierpnia 1945 przeżył atak atomowy na Hiroszimę, ale do końca życia nękała go choroba popromienna. Po wojnie wypracował strategię „drogi przez Buddę do Chrystusa” dla japońskich wyznawców buddyzmu. W 1948 otrzymał obywatelstwo japońskie i przyjął nazwisko „Makibi Enomiya”. Często używał podwójnego nazwiska „Hugo-Makibi Enomiya-Lassalle”. Jego poglądy były atakowane jako synkretyzm religijny, niezgodny z duchem chrześcijaństwa; również buddyści zarzucali mu nieprawowierność. Z jego inicjatywy powstała Katedra Światowego Pokoju w Hiroszimie. W 1973 został mistrzem duchowym zen. Propagował tzw. „zen chrześcijański” poprzez kursy medytacyjne (m.in. w Niemczech). W 1977 roku założył klasztorny Dom Medytacji w Dietfurcie. Napisał kilkanaście książek; jego najbardziej znanym dziełem jest Medytacja zen dla chrześcijan.